# 向日葵の咲かない夏
『向日葵の咲かない夏』（ひまわりのさかないなつ）は、道尾秀介による日本の小説。
第6回本格ミステリ大賞候補となった。
作者は『野性時代』（角川書店）2009年3月号でのインタビューで、本作が読者から、“物語が陰惨”、“登場人物が可哀想すぎる”などと評されたことを明かしている。

## あらすじ
一学期の終業式の日、欠席したS君にプリントを届けるためにS君の家を訪れたミチオ。声をかけても応答がなく、中に入ってみると、きい、きいとおかしな音がした。S君はいた、自分を見下ろして。呼んでも返事がなく、よく見ると、S君の首はロープに繋がっており、足は地に着いていなかった。S君は首を吊って死んでいたのだ。
急いで学校に戻り、担任の岩村先生に伝え、ミチオは一旦家に帰される。その後、岩村先生と2人の刑事が家に来るが、ミチオにもたらされたのは、“Sの死体なんてなかった”という知らせだった。「嘘じゃない、確かにS君の死体を見た」と懸命に主張し、結局行方不明事件として捜査されることとなった。
それから1週間後、ミチオの前にS君があるものに姿を変えて現れ、“自分は殺されたんだ”と訴える。ミチオは妹のミカと共に、S君を殺した犯人を探すこととなる。

## 登場人物
ミチオ
小学4年生。家はゴミで溢れ返っており、まともな部屋は子供部屋のみ。ゴミを捨てようとすると母親が怒鳴り散らす。母親のミチオとミカへの接し方には雲泥の差がある。
S君
ミチオのクラスメイト。身体が健康ではないためよく欠席していた。一部のクラスメイトからいじめられていた。
ミカ
ミチオの妹。3歳。ミチオより大人びた発言をすることもある。
古瀬 泰造（ふるせ たいぞう）
クヌギ林の近くに住む老人。妻を亡くしてからは一人寂しく暮らしている。毎朝、林の中の百葉箱のデータを取るアルバイトをしている。
トコお婆さん
製麺所のお婆さん。ミチオやミカの相談に乗ってくれるよき相談相手。
岩村（いわむら）
ミチオの担任教師。
スミダ
ミチオが想いを寄せるクラスメイトの少女。席はミチオの後ろ。
美津江（みつえ）
S君の母親。母子家庭を支えるのに必死だった。S君がしていたことを気味悪く思っていた。
谷尾（たにお）
捜査一課の年配の刑事。
竹梨（たけなし）
捜査一課の若い刑事。